# Tetragnatha josephi
Tetragnatha josephi là một loài nhện trong họ Tetragnathidae.
Loài này thuộc chi Tetragnatha. Tetragnatha josephi được miêu tả năm 1988 bởi Okuma.